# Anthoceros mohrii
Anthoceros mohrii là một loài rêu trong họ Anthocerotaceae. Loài này được Austin mô tả khoa học đầu tiên năm 1879.